# FI Волопаса
FI Волопаса (лат. FI Boötis), HD 234224 — тройная звезда в созвездии Волопаса на расстоянии приблизительно 394 световых лет (около 121 парсека) от Солнца. Видимая звёздная величина звезды — от +9,68m до +9,55m.
Пара первого и второго компонентов — двойная затменная переменная звезда типа W Большой Медведицы (EW)*. Орбитальный период — около 0,39 суток (9,36 часа).

## Характеристики
Первый компонент — жёлтый карлик спектрального класса G3V, или G5. Масса — около 0,648 солнечной, радиус — около 1,009 солнечного, светимость — около 1,074 солнечной*. Эффективная температура — около 5420 K.
Второй компонент — жёлтый карлик спектрального класса G. Масса — около 0,241 солнечной, радиус — около 0,628 солнечного, светимость — около 0,362 солнечной*. Эффективная температура — около 5746 K.
Третий компонент — красный карлик спектрального класса M1*. Масса — около 0,45 солнечной. Эффективная температура — около 3900 K*. Орбитальный период — около 5,83 года*.

## Планетная система
В 2019 году учёными, анализирующими данные проектов HIPPARCOS и Gaia, у звезды обнаружена планета.